# Circunscripción electoral de Madrid

Circunscripción de Madrid
Cortes Generales* Congreso: 37 diputados (de 350)
- Senado: 4 senadores (de 266)Asamblea de Madrid* 135 diputados (de 135)

Madrid es una de las 52 circunscripciones electorales utilizadas como distritos electorales para la Cámara Baja de las Cortes Generales de España, el Congreso de los Diputados, y una de las 59 de la cámara alta, el Senado. Es la circunscripción que elige más diputados al Congreso. La provincia de Madrid como circunscripción electoral no dividida en distritos unipersonales se usó por primera vez en 1977. Durante la Segunda República, la provincia de Madrid había estado dividida en dos circunscripciones: Madrid capital y resto de la provincia.
Tradicionalmente los candidatos a la presidencia de los dos principales partidos son cabeza de lista en las candidaturas de sus partidos al Congreso de los Diputados por esta circunscripción electoral.

## Ámbito de la circunscripción y sistema electoral
En virtud de los artículos 68.2 y 69.2 de la Constitución española la circunscripción electoral para el caso de Madrid es la provincia. El voto es sobre la base de sufragio universal secreto. En virtud del artículo 12 de la constitución, la edad mínima para votar es de 18 años.
En el caso del Congreso de los Diputados, el sistema electoral utilizado es a través de una lista cerrada con representación proporcional y con escaños asignados usando el método D'Hondt. Sólo las listas electorales con el 3 % o más de todos los votos válidos emitidos, incluidos los votos «en blanco», es decir, para «ninguna de las anteriores», se pueden considerar para la asignación de escaños. En el caso del Senado, el sistema electoral sigue el escrutinio mayoritario plurinominal. Se eligen cuatro senadores y los partidos pueden presentar un máximo de tres candidatos. Cada elector puede escoger hasta tres senadores, pertenezcan o no a la misma lista. Los cuatro candidatos más votados son elegidos.

## Elegibilidad
El artículo 67.1 de la Constitución española prohíbe ser simultáneamente miembro del Congreso de los Diputados y de un parlamento autonómico, lo que significa que los candidatos deben renunciar al cargo si son elegidos para un parlamento autonómico. No existe incompatibilidad similar en el caso de los senadores. El artículo 70 aplica también la inelegibilidad a los magistrados, jueces y fiscales en activo, Defensor del Pueblo, militares en servicio, los agentes de policía en activo y los miembros del Tribunal Constitucional y juntas electorales.

## Número de diputados
En las elecciones generales de 1977, 1979 y 1982 se eligieron en Madrid 32 miembros del Congreso. Esa cifra se aumentó a 33 miembros para las 1986 y 1989; a 34 miembros para las de 1993, 1996 y 2000; a 35 en las de 2004 y 2008; a 36 en las de 2011, 2015, 2016 y a los 37 actuales en las de  Abril 2019,  Noviembre 2019 y 2023.
En virtud de la ley electoral española, todas las provincias tienen derecho a un mínimo de 2 escaños cada una, más uno para cada ciudad autónoma, con los 248 escaños restantes prorrateada de acuerdo a la población. Esta normativa se explican detalladamente en la ley electoral de 1985 (Ley Orgánica del Régimen Electoral General). El efecto práctico de esta ley ha sido que las provincias menos pobladas estén sobrerrepresentadas a expensas de las provincias de mayor población como Madrid.
En 2008 por ejemplo en España había 35 073 179 votantes, lo que da un ratio de 100 209 votantes por diputado. Sin embargo en Madrid el número de votantes por diputado fue de 128 287, (el segundo ratio más alto de España, tras Barcelona, con 128 393). Los menores ratios los encontramos en las provincias menos pobladas, con 38 071 y 38 685 respectivamente para Teruel y Soria.

## Partidos políticos por municipio
En general han surgido ciertos patrones en las últimas elecciones. El Partido Popular (PP) obtiene normalmente los mejores resultados en la ciudad de Madrid, mientras que el Partido Socialista Obrero Español (PSOE) obtiene los mejores resultados en el resto de grandes municipios, en particular los del cinturón industrial (sur de la región Metropolitana), zona que consta de las ciudades satélites al sur de Madrid.
Dentro de la Comunidad de Madrid, los resultados del PP son generalmente mejores en los municipios del norte y el oeste de la comunidad, mientras que PSOE mejora en el sur y el este de la comunidad. IU normalmente no supera la barrera del 10 %, pero sí obtiene buenos resultados en muchos de los municipios más pequeños.
Exactamente el mismo patrón se hizo evidente en 2004 dentro de la propia ciudad de Madrid con los mejores resultados para el PP en los distritos del norte y oeste de la ciudad y el PSOE haciendo mejor en el sur y este. Los mejores resultados del PP fueron en los distritos de Chamartín (67,9 %), Salamanca (67,7 %) y Chamberí (64,9 %), mientras que para el PSOE fueron Vallecas, distrito donde obtuvieron 61,4 % en el Puente de Vallecas y el 56,9 % en Villa de Vallecas. El mejor resultado para IU fue en el Centro, donde obtuvo el 10,4 % de los votos.

## Asamblea de Madrid

### Diputados obtenidos por partido (1983-2023)
|                        | Partido Popular de la Comunidad de Madrid            | 34a | 32a | 47  | 54  | 55  | 55  | 57  | 67  | 72  | 48  | 30  | 65  | 70  |
|                        | Partido Socialista Obrero Español de la C. de Madrid | 51  | 40  | 41  | 32  | 39  | 47  | 45  | 42  | 36  | 37  | 37  | 24  | 27  |
|                        | Izquierda Unida-Madrid                               |     | 7   | 13  | 17  | 8   | 9   | 9   | 11  | 13  | 0   | 7b  | 10c | 0c  |
|                        | Podemos Comunidad de Madrid                          |     |     |     |     |     |     |     |     |     | 27  | 7b  | 10c | 0c  |
|                        | Más Madrid                                           |     |     |     |     |     |     |     |     |     |     | 20  | 24  | 27  |
|                        | Ciudadanos-Partido de la Ciudadanía                  |     |     |     |     |     |     |     |     | 0   | 17  | 26  | 0   | 0   |
|                        | Vox                                                  |     |     |     |     |     |     |     |     |     | 0   | 12  | 13  | 11  |
| Partidos desaparecidos |                                                      |     |     |     |     |     |     |     |     |     |     |     |     |     |
|                        | Centro Democrático y Social                          | 0   | 17  | 0   |     | 0   | 0   |     |     |     |     |     |     |     |
|                        | Partido Comunista de Madrid                          | 9   | 0   | 0   |     |     |     |     |     |     |     |     |     |     |
|                        | Unión Progreso y Democracia                          |     |     |     |     |     |     |     |     | 8   | 0   | 0   |     |     |
| Total                  | Total                                                | 94  | 96  | 101 | 103 | 102 | 111 | 111 | 120 | 129 | 129 | 132 | 136 | 135 |

a Los resultados corresponden a los de Coalición Popular: Alianza Popular-Partido Demócrata Popular-Unión Liberal (AP-PDP-UL).

b Los resultados corresponden a los de Unidas Podemos-IU-Madrid en Pie (PODEMOS-IU).

c Los resultados corresponden a los de Unidas Podemos (PODEMOS-IU).

d Los resultados corresponden a los de Podemos-Izquierda Unida-Alianza Verde (PODEMOS-IU-AV).

## Congreso de los Diputados
| Candidatura            | Candidatura                 | 1977 (Constituyente) | 1979 (I) | 1982 (II) | 1986 (III) | 1989 (IV) | 1993 (V) | 1996 (VI) | 2000 (VII) | 2004 (VIII) | 2008 (IX) | 2011 (X) | 2015 (XI) | 2016 (XII) | 2019 Abr (XIII) | 2019 Nov (XIV) | 2023 (XV) |
| ---------------------- | --------------------------- | -------------------- | -------- | --------- | ---------- | --------- | -------- | --------- | ---------- | ----------- | --------- | -------- | --------- | ---------- | --------------- | -------------- | --------- |
|                        | Partido Popular             | 3b                   | 3c       | 11d       | 11e        | 12        | 16       | 17        | 19         | 17          | 18        | 19       | 13        | 15         | 7               | 10             | 16        |
|                        | PSOE                        | 11                   | 12       | 18        | 15         | 12        | 13       | 11        | 12         | 16          | 15        | 10       | 6         | 7          | 11              | 10             | 10        |
|                        | Izquierda Unida             | 4a                   | 4a       | 1a        | 2          | 5         | 5        | 6         | 3          | 2           | 1         | 3        | 2g        | 8 h        | 6i              | 5i             | 6         |
|                        | Podemos                     |                      |          |           |            |           |          |           |            |             |           |          | 8         | 8 h        | 6i              | 5i             | 6         |
|                        | Más País-Equo               |                      |          |           |            |           |          |           |            |             |           |          |           |            |                 | 2              | 6         |
|                        | Movimiento Sumar            |                      |          |           |            |           |          |           |            |             |           |          |           |            |                 |                | 6         |
|                        | Ciudadanos                  |                      |          |           |            |           |          |           |            |             |           |          | 7         | 6          | 8               | 3              |           |
|                        | Vox                         |                      |          |           |            |           |          |           |            |             |           |          |           |            | 5               | 7              | 5         |
| Partidos desaparecidos |                             |                      |          |           |            |           |          |           |            |             |           |          |           |            |                 |                |           |
|                        | Unión de Centro Democrático | 11                   | 12       | 1         |            |           |          |           |            |             |           |          |           |            |                 |                |           |
|                        | Centro Democrático y Social |                      |          | 1         | 5          | 4         |          |           |            |             |           |          |           |            |                 |                |           |
|                        | Unión Progreso y Democracia |                      |          |           |            |           |          |           |            |             | 1         | 4        |           |            |                 |                |           |
|                        | Partido Socialista Popular  | 3f                   |          |           |            |           |          |           |            |             |           |          |           |            |                 |                |           |
|                        | Unión Nacional              |                      | 1        |           |            |           |          |           |            |             |           |          |           |            |                 |                |           |
| Total                  | Total                       | 32                   | 32       | 32        | 33         | 33        | 34       | 34        | 34         | 35          | 35        | 36       | 36        | 36         | 37              | 37             | 37        |

a Los resultados corresponden a los del Partido Comunista de España (PCE).

b Los resultados corresponden a los de Alianza Popular.

c Los resultados corresponden a los de Coalición Democrática.

d Los resultados corresponden a los de la coalición entre Alianza Popular y el Partido Demócrata Popular.

e Los resultados corresponden a los de Coalición Popular.

f El Partido Socialista Popular se presentaba en coalición con otros partidos socialistas pertenecientes a la Federación de Partidos Socialistas denominada Unidad Socialista.

g Los resultados corresponden a los de Unidad Popular (España).

h En Unidos Podemos, 7 diputados son de Podemos y 1 de IU

h Los resultados corresponden a los de Unidas Podemos.

### Votos obtenidos por partido en las listas al Congreso (1977-2019)
|                   | 1977 (Constituyente) | 1979 (I) | 1982 (II) | 1986 (III) | 1989 (IV) | 1993 (V) | 1996 (VI) | 2000 (VII) | 2004 (VIII) | 2008 (IX) | 2011 (X) | 2015 (XI) | 2016 (XII) | 2019 Abr (XIII) | 2019 Nov (XIV) | 2023 (XV) |
| ----------------- | -------------------- | -------- | --------- | ---------- | --------- | -------- | --------- | ---------- | ----------- | --------- | -------- | --------- | ---------- | --------------- | -------------- | --------- |
| (UCD)             | 32,0                 | 33,1     | 3,4       |            |           |          |           |            |             |           |          |           |            |                 |                |           |
| (PSOE)            | 31,7                 | 33,3     | 52,1      | 40,8       | 33,5      | 34,5     | 31,4      | 33,1       | 44,1        | 39,5      | 26,0     | 17,9      | 19,6       | 27,2            | 26,88          | 27,84     |
| (IU)              | 10,7                 | 13,5     | 5,0       | 6,0        | 15,4      | 14,6     | 16,4      | 9,1        | 6,4         | 4,7       | 8,0      | 5,3       |            |                 |                |           |
| (PP)              | 10,5                 | 8,6      | 32,3      | 32,0       | 34,2      | 43,9     | 49,3      | 52,5       | 45,0        | 49,3      | 50,8     | 33,5      | 38,2       | 18,6            | 24,92          | 40,55     |
| (PSP)             | 9,2                  |          |           |            |           |          |           |            |             |           |          |           |            |                 |                |           |
| (UN)              |                      | 4,8      | 0,8       |            |           |          |           |            |             |           |          |           |            |                 |                |           |
| (CDS)             |                      |          | 4,1       | 13,9       | 11,0      | 3,0      | 0,4       | 0,1        | 0,2         |           |          |           |            |                 |                |           |
| (UPYD)            |                      |          |           |            |           |          |           |            |             | 3,8       | 10,3     | 1,2       | 0,4        |                 |                |           |
| (PODEMOS)         |                      |          |           |            |           |          |           |            |             |           |          | 20,9      |            |                 |                |           |
| (Cs)              |                      |          |           |            |           |          |           |            |             |           |          | 18,8      | 17,7       | 20,9            | 9,05           |           |
| (PODEMOS-IU-EQUO) |                      |          |           |            |           |          |           |            |             |           |          |           | 21,2       |                 |                |           |
| (PODEMOS-IU-EQUO) |                      |          |           |            |           |          |           |            |             |           |          |           |            | 16,2            | 13,00          |           |
| (VOX)             |                      |          |           |            |           |          |           |            |             |           |          | 0,6       | 0,4        | 13,8            | 18,35          | 14,03     |
| (MÁS PAÍS-EQUO)   |                      |          |           |            |           |          |           |            |             |           |          |           |            |                 | 5,64           |           |
| (Sumar)           |                      |          |           |            |           |          |           |            |             |           |          |           |            |                 |                | 15,46     |

## Diputados elegidos

### Diputados elegidos para la Legislatura Constituyente
| Partidos y coaliciones | Votos   | %     | Escaños | Miembros electos |
| ---------------------- | ------- | ----- | ------- | --- |
| (UCD)                  | 737.699 | 31,95 | 11      | Adolfo Suárez, Leopoldo Calvo-Sotelo, Juan Manuel Fanjul Sedeño (sustituido en enero de 1978 por Óscar Alzaga), Francisco Fernández Ordóñez (PSD), Joaquín Garrigues Walker (FPDL), Íñigo Cavero (PDC), Ignacio Camuñas (PDP), José Luis Ruiz-Navarro (PP), Fernando Benzo, Miguel Herrero Rodríguez de Miñón (independiente, FPDL), José Pedro Pérez-Llorca |
| (PSOE)                 | 731.380 | 31,68 | 11      | Felipe González, Javier Solana, Enrique Barón, Manuel Turrión, Carmen García Bloise, Sócrates Gómez, Máximo Rodríguez-Valverde, Alonso Puerta, Cipriano García Rollán, Juan Barranco, Carlota Bustelo |
| (PCE)                  | 247.038 | 10,7  | 4       | Santiago Carrillo, Marcelino Camacho, Simón Sánchez Montero, Ramón Tamames. |
| (AP)                   | 225.109 | 10,48 | 3       | Manuel Fraga, José Martínez Emperador, Gregorio López-Bravo. |
| (PSP-US)               | 211.440 | 9,16  | 3       | Enrique Tierno Galván, Raúl Morodo, Donato Fuejo. |

Fuentes:
- Elecciones en España.[25]
- Resultados en la web del Ministerio del Interior.[26]

### Diputados elegidos para la I Legislatura
| Partidos y coaliciones | Votos   | %       | Escaños | Miembros electos |
| ---------------------- | ------- | ------- | ------- | --- |
| (PSOE)                 | 769 328 | 33,34 % | 12      | Felipe González, Enrique Tierno Galván, Javier Solana, Enrique Barón, Carmen García Bloise, Donato Fuejo, Juan Barranco, José Acosta, Joaquín Almunia, Cipriano García, Elena Vázquez Menéndez, Máximo Rodríguez Valverde                                     |
| (UCD)                  | 764 830 | 33,14 % | 12      | Adolfo Suárez, Leopoldo Calvo-Sotelo, Antonio Fontán, José Luis Álvarez, José Pedro Pérez-Llorca, Joaquín Satrústegui, Miguel Herrero Rodríguez de Miñón, Óscar Alzaga, Carmela García Moreno, Luis Apostua, José Luis Ruiz Navarro, Ramón Álvarez de Miranda |
| (PCE)                  | 310 496 | 13,46 % | 4       | Santiago Carrillo, Marcelino Camacho (sustituido en febrero de 1981 por Nicolás Sartorius), Simón Sánchez Montero, Ramón Tamames |
| (CD)                   | 198 345 | 8,6 %   | 3       | Manuel Fraga (AP), José María de Areilza (Acción Ciudadana Liberal), Alfonso Osorio (Partido Demócrata Progresista) |
| (UN)                   | 110 730 | 4,8     | 1       | Blas Piñar |

Fuentes:
- Elecciones en España.[27]
- Resultados en la web del Ministerio del Interior.[28]

### Diputados elegidos para la II Legislatura
| Partidos y coaliciones                               | Votos     | %       | Escaños | Miembros electos |
| ---------------------------------------------------- | --------- | ------- | ------- | --- |
| Partido Socialista Obrero Español (PSOE)             | 1 439 137 | 52,09 % | 18      | Felipe González, Javier Solana, Francisco Fernández Ordóñez (PAD), sustituido en febrero de 1983 por Luis Carlos Croissier e inmediatamente por Manuel Abejón, José Acosta, Joaquín Almunia, Enrique Barón, Juan Barranco, Alejandro Cercas, Carlos Dávila, Donato Fuejo (sustituido en octubre de 1984 por José Domingo Gómez Castallo), Carmen García Bloise, Joaquín Leguina (sustituido en mayo de 1985, al ser elegido presidente de la Comunidad de Madrid, por Carlos Brú), Carlos López Riaño, Javier Moscoso (PAD), Máximo Rodríguez Valverde, Eugenio Triana, Elena Vázquez Menéndez (sustituida en junio de 1983 por Luis Larroque), José Velasco |
| Alianza Popular - Partido Demócrata Popular (AP-PDP) | 891 372   | 32,26 % | 11      | Manuel Fraga (AP), Óscar Alzaga (PDP), Miguel Herrero Rodríguez de Miñón (AP), Alfonso Osorio (AP), José Luis Álvarez (PDP), Javier González-Estéfani (PDP), Carmen Llorca, Carlos Ruiz Soto (AP), José Luis Ruiz-Navarro (PDP), Pedro Schwartz (independiente, fundó poco después Unión Liberal), Fernando Suárez (AP) |
| Partido Comunista de España (PCE)                    | 137 459   | 4,98 %  | 1       | Santiago Carrillo |
| Centro Democrático y Social (CDS)                    | 113 384   | 4,1 %   | 1       | Adolfo Suárez |
| Unión de Centro Democrático (UCD)                    | 92 508    | 3,35 %  | 1       | Landelino Lavilla |

Fuentes:
- Elecciones en España.[29]
- Resultados en la web del Ministerio del Interior.[30]

### Diputados elegidos para la III Legislatura
| Partidos y coaliciones                   | Votos     | %       | Escaños | Miembros electos |
| ---------------------------------------- | --------- | ------- | ------- | --- |
| Partido Socialista Obrero Español (PSOE) | 1 054 730 | 40,81 % | 15      | Felipe González, Javier Solana, Joaquín Almunia, José Barrionuevo, Carmen García Bloise, Enrique Barón (sustituido en junio de 1987 por Carlos Dávila), Julián Campo (sustituido en noviembre de 1986 por José Velasco), Alejandro Cercas, José Acosta, Miguel Ángel Fernández Ordóñez (sustituido en septiembre de 1988 por Rafael García), Máximo Rodríguez Valverde, Pedro Sabando (sustituido en septiembre de 1987 por Luis Larroque), Eugenio Triana, Carlos López Riaño, Froilán Pérez |
| Coalición Popular (AP-PDP-PL)            | 826 206   | 31,97 % | 11      | Manuel Fraga (AP), sustituido por Javier González-Estefani (PDP) en septiembre de 1987, Óscar Alzaga (PDP), sustituido por María Teresa Estevan (AP) en junio de 1987, José Antonio Segurado (PL), Miguel Herrero Rodríguez de Miñón (AP), Álvaro Lapuerta (AP), Jorge Verstrynge (AP), Íñigo Cavero (PDP), José Meliá (PL), Carlos Ruiz Soto (AP), Isabel Tocino (AP), Íñigo Herrera (AP) |
| Centro Democrático y Social (CDS)        | 360 246   | 13,94 % | 5       | Adolfo Suárez, José Ramón Caso (sustituido por Laura Morso en junio de 1989), Carlos Revilla, Miguel Martínez Cuadrado, Federico Ysart |
| Izquierda Unida (IU)                     | 155 932   | 6,03 %  | 2       | Gerardo Iglesias (PCE), Ramón Tamames (FP) |

Fuentes:
- Elecciones en España.[31]
- Resultados en la web del Ministerio del Interior.[32]

### Diputados elegidos para la IV Legislatura
| Partidos y coaliciones                   | Votos   | %       | Escaños | Miembros electos |
| ---------------------------------------- | ------- | ------- | ------- | --- |
| Partido Popular (PP)                     | 919 357 | 34,22 % | 12      | José María Aznar, Miguel Herrero y Rodríguez de Miñón, José Antonio Segurado (sustituido en marzo de 1990 por Salvador Garriga), Rodrigo Rato, Rodolfo Martín Villa, Alejandro Muñoz Alonso, Javier Rupérez, Ángel Sanchis, María Teresa Estevan, Álvaro Lapuerta, Juan Tomás Esteo, Elena García-Alcañiz |
| Partido Socialista Obrero Español (PSOE) | 899 723 | 33,49 % | 12      | Felipe González, Javier Solana, Joaquín Almunia, José Barrionuevo, Carmen García Bloise, José Acosta, Froilán Pérez, José Federico de Carvajal, Isabel Alberdi, Máximo Rodríguez Valverde, Carlos López Riaño, Eugenio Triana (sustituido en enero de 1990 por Carlos Dávila)                             |
| Izquierda Unida (IU)                     | 414 392 | 15,42   | 5       | Julio Anguita (PCE), Pablo Castellano (PASOC), Cristina Almeida (PCE), José Luis Núñez Casal (PCE), Ángeles Maestro (PCE) |
| Centro Democrático y Social (CDS)        | 295 189 | 10,99 % | 4       | Adolfo Suárez (sustituido en octubre de 1991 por Laura Morso), José Ramón Caso, Fernando Castedo (sustituido en abril de 1990 por Rafael Arias-Salgado), Carlos Revilla |

Fuentes:
- Elecciones en España.[33]
- Resultados en la web del Ministerio del Interior.[34]

### Diputados elegidos para la V Legislatura
| Partidos y coaliciones                   | Votos     | %       | Escaños | Miembros electos |
| ---------------------------------------- | --------- | ------- | ------- | --- |
| Partido Popular (PP)                     | 1 373 042 | 43,92 % | 16      | José María Aznar, Rodrigo Rato, Rodolfo Martín Villa, Rafael Arias-Salgado, Alejandro Muñoz Alonso, Juan Carlos Vera, Álvaro Lapuerta, Ana Mato, Cristóbal Montoro, Luis Eduardo Cortés (sustituido en junio de 1995 por Teófilo de Luis), Carlos Aragonés, José María Michavila, Rogelio Baón, José Manuel Fernández Norniella, Elena García Alcañiz, Juan Tomás Esteo |
| Partido Socialista Obrero Español (PSOE) | 1 093 015 | 34,96 % | 15      | Felipe González, Baltasar Garzón (independiente, sustituido en mayo de 1994 por Rafael García-Rico), Javier Solana (sustituido en diciembre de 1995 por Jesús Vicente Mingo, Joaquín Almunia, José Barrionuevo, Carmen García Bloise (sustituida en julio de 1994 por María Enedina Álvarez Gayol), José Acosta, Froilán Pérez, Manuel de la Rocha, Isabel Alberdi, Máximo Rodríguez Valverde (sustituido en febrero de 1995 por Antonio Fernández Gordillo), Carlos López Riaño, Carlos Alberto Dávila |
| Izquierda Unida (IU)                     | 455 685   | 14,58 % | 5       | Julio Anguita (PCE), Diego López Garrido (independiente), Francisco Frutos (PCE), Franco González (PASOC), sustituido en mayo de 1995 por Rubén Cruz (PCE), Ángeles Maestro (PCE) |

Fuentes:
- Elecciones en España.[35]
- Resultados en la web del Ministerio del Interior.[36]

### Diputados elegidos para la VI Legislatura
| Partidos y coaliciones                   | Votos     | %       | Escaños | Miembros electos |
| ---------------------------------------- | --------- | ------- | ------- | --- |
| Partido Popular (PP)                     | 1 642 489 | 49,29 % | 17      | José María Aznar, Rodrigo Rato, Rodolfo Martín Villa (sustituido en febrero de 1997 por José Francisco Herrera), Rafael Arias-Salgado, Alejandro Muñoz Alonso, Juan Carlos Vera, Álvaro de Lapuerta, Ana Mato, Cristóbal Montoro (sustituido en mayo de 1996 por Mario Mingo), Carlos Aragonés (sustituido en mayo de 1996 por Teresa de Lara), José María Michavila, Miguel Ángel Rodríguez (sustituido en mayo de 1996 por Beatriz Rodríguez-Salmones), José Manuel Fernández Norniella (sustituido en mayo de 1996 por José Ignacio Echániz, que a su vez es sustituido en julio de 1999 por Luis Fernando Bastarreche), Rogelio Baón, Elena García Alcañiz, Teófilo de Luis, Fernando López-Amor (sustituido en febrero de 1997 por Ismael Bardisa) |
| Partido Socialista Obrero Español (PSOE) | 1 046 904 | 31,42 % | 11      | Felipe González, Joaquín Almunia, Joaquín Leguina, Alfredo Pérez Rubalcaba, José Barrionuevo (sustituido en septiembre de 1998 por Alberto Dávila), José Acosta, Rosa Conde, Dolores García Hierro, María Enedina Álvarez Gayol, Antonio García-Santesmases, Javier Sáenz de Cosculluela |
| Izquierda Unida (IU)                     | 547 901   | 16,44 % | 6       | Julio Anguita (PCE), Francisco Frutos (PCE), Cristina Almeida (independiente, Nueva Izquierda) sustituida en junio de 1999 por Diego López Garrido, Pablo Castellano (PASOC), Ángeles Maestro (PCE), Inés Sabanés (PASOC), sustituida en septiembre de 1999 por José Luis Núñez Casal (PCE) |

Fuentes:
- Elecciones en España.[37]
- Resultados en la web del Ministerio del Interior.[38]

### Diputados elegidos para la VII Legislatura
| Partidos y coaliciones                   | Votos     | %       | Escaños | Miembros electos |
| ---------------------------------------- | --------- | ------- | ------- | --- |
| Partido Popular (PP)                     | 1 625 831 | 52,52 % | 19      | José María Aznar, Rodrigo Rato, Rafael Arias-Salgado (sustituido en septiembre de 2000 por María Josefa Aguado), Ana Mato, Juan Carlos Vera, Elena Pisonero (sustituida en octubre de 2000 por Mariano Pérez-Hickman), Álvaro de Lapuerta, Carlos Aragonés (sustituido en mayo de 2000 por Ismael Bardisa), Beatriz Rodríguez-Salmones, Concepción Dancausa (sustituida en mayo de 2000 por Elena García-Alcañiz), Pedro Antonio Martín (sustituido en septiembre de 2000 por José Francisco Herrera), Eugenio Nasarre, Rogelio Baón, María Mingo, María Ángeles Muñoz, Fernando López Amor, María Teresa de Lara, Roberto Soravilla, Teófilo de Luis |
| Partido Socialista Obrero Español (PSOE) | 1 023 212 | 33,06 % | 12      | Joaquín Almunia, Ángeles Amador (sustituida en julio de 2002 por Yolanda Gil), Alfredo Pérez Rubalcaba, Cristina Alberdi, Joaquín Leguina, Rosa Conde, Diego López Garrido (PDNI), Jaime Lissavetzky, Dolores García Hierro, José Acosta, Rosa Blanco, José Quintana (sustituido en noviembre de 2003 por Manuel Escudero) |
| Izquierda Unida (IU)                     | 282 180   | 9,12 %  | 3       | Francisco Frutos (PCE), María Luisa Castro (independiente), Antero Ruiz (PCE) |

Fuentes:
- Elecciones en España.[39]
- Resultados en la web del Ministerio del Interior.[40]

### Diputados elegidos para la VIII Legislatura
| Partidos y coaliciones                   | Votos     | %     | Escaños | Miembros electos |
| ---------------------------------------- | --------- | ----- | ------- | --- |
| Partido Popular (PP)                     | 1 576 636 | 45,02 | 17      | Mariano Rajoy, Rodrigo Rato (sustituido en mayo de 2004 por Soraya Sáenz de Santamaría), Ana Mato (sustituida en julio de 2004 por Julio Sánchez Fierro), Gabriel Elgorriaga, Juan Carlos Vera, Carlos Aragonés, Eugenio Nasarre, Mercedes de la Merced, Beatriz Rodríguez Salmones, Javier Fernández-Lasquetty (sustituido en junio de 2007 por Elena García-Alcañiz), Teófilo de Luis, Francisco José Villar, Rogelio Baón, Mario Mingo, Jesús López-Medel, Fernando López-Amor, Luis Gámir (sustituido en diciembre de 2006 por Ismael Bardisa) |
| Partido Socialista Obrero Español (PSOE) | 1 544 676 | 44,11 | 16      | José Luis Rodríguez Zapatero, Mercedes Cabrera, Joaquín Almunia (sustituido en abril de 2004 por Antonio Hernando), María Teresa Fernández de la Vega, Antonio Gutiérrez, Cristina Narbona, Diego López Garrido, Joaquín Leguina, Rosa Blanco, José Acosta, Jaime Lissavetzky (sustituido en abril de 2004 por Luis Fernández), Dolores García-Hierro, Elviro Aranda, Juan Antonio Barrio de Penagos, Lucila Corral, Juan Julián Elola Ramón |
| Izquierda Unida (IU)                     | 225.109   | 6,43  | 2       | Gaspar Llamazares, Ángel Pérez (sustituido en julio de 2007 por Montserrat Muñoz) |

Fuentes:
- Elecciones en España.[41]
- Resultados en la web del Ministerio del Interior.[42]

### Diputados elegidos para la IX Legislatura
| Partidos y coaliciones                   | Votos     | %       | Escaños | Miembros electos |
| ---------------------------------------- | --------- | ------- | ------- | --- |
| Partido Popular (PP)                     | 1 737 688 | 49,19 % | 18      | Mariano Rajoy, Manuel Pizarro, Ana Mato, Eduardo Zaplana (sustituido en abril de 2008 por María Eugenia Carballedo), Soraya Sáenz de Santamaría, Cristóbal Montoro, Gabriel Elorriaga, Miguel Arias Cañete, Cayetana Álvarez de Toledo, Beatriz Rodríguez-Salmones, Juan Carlos Vera, Carlos Aragonés, Teófilo de Luis, Eva Durán, María Teresa de Lara, Francisco José Villar, Carmen Álvarez-Arenas, Mario Mingo |
| Partido Socialista Obrero Español (PSOE) | 1 401 785 | 39,68 % | 15      | José Luis Rodríguez Zapatero, Pedro Solbes (sustituido en septiembre de 2009 por Pedro Sánchez), Mercedes Cabrera, Cristina Narbona (sustituida en abril de 2008 por María Virtudes Cediel), Diego López Garrido (sustituido en abril de 2008 por Elviro Aranda), Trinidad Jiménez (sustituida en abril de 2008 por Daniel Méndez), Jaime Lissavetzky (sustituido en abril de 2008 por Juan Antonio Barrio de Penagos), Antonio Gutiérrez, Elena Valenciano, Rafael Simancas, Delia Blanco, Juan Barranco, Manuel de la Rocha, Antonio Hernando, Lucila Corral |
| Izquierda Unida (IU)                     | 164 595   | 4,66 %  | 1       | Gaspar Llamazares |
| Unión Progreso y Democracia              | 132 095   | 3,74 %  | 1       | Rosa Díez |

Fuentes:
- Elecciones en España.[43]
- Resultados en la web del Ministerio del Interior.[44]

### Diputados elegidos para la X Legislatura
| Votos | %Votos  | Escaños |
| --- | ------- | ------- |
| Partido Popular (PP)                                                                                     |         |         |
| 1 719 709                                                                                                | 50,97 % | 19      |
| Mariano Rajoy Brey                                                                                       |         |         |
| María Soraya Sáenz de Santamaría Antón                                                                   |         |         |
| Ana Mato Adrover                                                                                         |         |         |
| Alberto Ruiz-Gallardón Jiménez (sustituido por Alfonso Alfredo De Senillosa Ramoneda)                    |         |         |
| Miguel Arias Cañete (sustituido por Roberto Soravilla Fernández)                                         |         |         |
| Santiago Cervera Soto (sustituido por Cristina Cifuentes Cuenca. Sustituida por Esteban Parro Del Prado) |         |         |
| Juan Carlos Vera Pró                                                                                     |         |         |
| Ignacio Esteban Astarloa Huarte-Mendicoa                                                                 |         |         |
| Beatriz Rodríguez-Salmones Cabeza                                                                        |         |         |
| Cayetana Álvarez de Toledo Peralta Ramos                                                                 |         |         |
| Francisco José Villar García Moreno (sustituido por María Carmen Rodríguez Flores)                       |         |         |
| Teófilo De Luis Rodríguez                                                                                |         |         |
| María Teresa De Lara Carbó                                                                               |         |         |
| Carlos Aragonés Mendiguchía                                                                              |         |         |
| Eva Durán Ramos                                                                                          |         |         |
| Gabriel Elorriaga Pisarik                                                                                |         |         |
| María Carmen Álvarez-Arenas Cisneros                                                                     |         |         |
| Mario Mingo Zapatero                                                                                     |         |         |
| María Luz Bajo Prieto                                                                                    |         |         |

| Votos                                                                     | %Votos  | Escaños |
| ------------------------------------------------------------------------- | ------- | ------- |
| Partido Socialista Obrero Español (PSOE)                                  |         |         |
| 878 724                                                                   | 26,05 % | 10      |
| Alfredo Pérez Rubalcaba (sustituida por Carlos Mulas Granados)            |         |         |
| Elena Valenciano Martínez-Orozco (sustituida por Manuel de la Rocha Rubí) |         |         |
| Tomás Valeriano Gómez Sánchez (sustituido por Lucila María Corral Ruiz)   |         |         |
| María Cristina Narbona Ruiz (sustituido por Pedro Sánchez Pérez-Castejón) |         |         |
| Rafael Simancas Simancas                                                  |         |         |
| Antonio Hernando Vera                                                     |         |         |
| Rosa Delia Blanco Terán (sustituida por María Virtudes Cediel Martínez)   |         |         |
| José Enrique Serrano Martínez (sustituido por Lucila María Corral Ruiz)   |         |         |
| Diego López Garrido (sustituido por Daniel Méndez Guillén)                |         |         |
| Ángeles Álvarez Álvarez                                                   |         |         |

| Votos | %Votos | Escaños |
| --- | ------ | ------- |
| Unión Progreso y Democracia (UPyD)                                                                       |        |         |
| 347 354                                                                                                  | 10,3 % | 4       |
| Rosa María Díez González                                                                                 |        |         |
| Carlos Martínez Gorriarán (sustituido por Rafael Calduch Cervera)                                        |        |         |
| Álvaro Anchuelo Crego (sustituido por Fernando Maura Barandiarán. Sustituido por Mercedes Fuertes López) |        |         |
| Irene Lozano Domingo (sustituida por David Andina Martínez)                                              |        |         |

| Votos                         | %Votos | Escaños |
| ----------------------------- | ------ | ------- |
| Izquierda Unida (IU)          |        |         |
| 271 209                       | 8,04 % | 3       |
| Cayo Lara Moya                |        |         |
| Ascensión de las Heras Ladera |        |         |
| María Caridad García Álvarez  |        |         |

Fuentes:
- Elecciones en España.[45]
- Resultados en la web del Ministerio del Interior.[46]

### Diputados elegidos para la XI Legislatura
| Partidos y coaliciones | Votos     | %       | Escaños | Miembros electos |
| ---------------------- | --------- | ------- | ------- | --- |
| (PP)                   | 1 204 059 | 33,46 % | 13      | 1. Mariano Rajoy Brey. 2. María Soraya Sáenz de Santamaría Antón 3. Isabel García Tejerina 4. Cristóbal Ricardo Montoro Romero 5. Álvaro María Nadal Belda 6. Juan Carlos Vera Pró 7. José Luis Ayllón Manso 8. María Teresa de Lara Carbó 9. María Carmen Álvarez-Arenas Cisneros 10. Teófilo de Luis Rodríguez 11. María Luz Bajo Prieto 12. José Ignacio Echániz Salgado 13. Antonio Pablo González Terol |
| (PODEMOS)              | 750 607   | 20,86 % | 8       | 1. Pablo Iglesias Turrión 2. Carolina Bescansa Hernández 3. Íñigo Errejón Galván 4. Irene Montero Gil 5. Rafael Mayoral Perales 6. Tania Sánchez Melero 7. Pablo Bustinduy Amador 8. Belén Guerra Mansito |
| (Cs)                   | 676 484   | 18,80 % | 7       | 1. Albert Rivera Díaz 2. Francisco de la Torre Díaz 3. Marta Rivera de la Cruz 4. Miguel Ángel Gutiérrez Vivas 5. Patricia Isaura Reyes Rivera 6. Fernando Maura Barandiarán (independiente). 7. Francisco Javier Hervías Chirosa |
| (PSOE)                 | 643 244   | 17,87 % | 6       | 1. Pedro Sánchez Pérez-Castejón 2. Meritxell Batet Lamaña 3. Antonio Hernando Vera 4. Irene Lozano Domingo (independiente). 5. Rafael Simancas Simancas 6. Zaida Cantera de Castro (independiente). |
| (UP)                   | 189 265   | 5,26    | 2       | 1. Alberto Garzón. 2. Sol Sánchez |

### Diputados elegidos para la XII Legislatura
| Partidos y coaliciones | Votos     | %       | Escaños | Miembros electos |
| ---------------------- | --------- | ------- | ------- | --- |
| (PP)                   | 1 315 847 | 38,27 % | 15      | 1. Mariano Rajoy Brey 2. María Soraya Sáenz de Santamaría Antón 3. Isabel García Tejerina 4. Cristóbal Ricardo Montoro Romero 5. Álvaro María Nadal Belda 6. Juan Carlos Vera Pró 7. José Luis Ayllón Manso 8. María Teresa de Lara Carbó 9. María Carmen Álvarez-Arenas Cisneros 10. Teófilo de Luis Rodríguez 11. María Luz Bajo Prieto 12. José Ignacio Echániz Salgado 13. Antonio Pablo González Terol 14. María Mar Blanco Garrido 15. Francisco Martínez Vázquez |
| (PODEMOS-IU-EQUO)      | 729 870   | 21,23 % | 8       | 1. Pablo Iglesias Turrión 2. Carolina Bescansa Hernández 3. Íñigo Errejón Galván 4. Irene Montero Gil 5. Alberto Garzón Espinosa 6. Rafael Mayoral Perales 7. Tania Sánchez Melero 8. Pablo Bustinduy Amador |
| (PSOE)                 | 674 825   | 19,62 % | 7       | 1. Pedro Sánchez Pérez-Castejón 2. Margarita Robles Fernández 3. Antonio Hernando Vera 4. Ángeles Álvarez Álvarez 5. Rafael Simancas Simancas 6. Zaida Cantera de Castro (independiente) 7. Eduardo Madina Muñoz |
| (Cs)                   | 676 484   | 18,80 % | 6       | 1. Albert Rivera Díaz 2. Francisco de la Torre Díaz 3. Marta Rivera de la Cruz 4. Miguel Ángel Gutiérrez Vivas 5. Patricia Isaura Reyes Rivera 6. Fernando Maura Barandiarán (independiente) |

### Diputados elegidos para la XIII Legislatura
| Partidos y coaliciones | Votos     | %       | Escaños | Miembros electos |
| ---------------------- | --------- | ------- | ------- | --- |
| (PSOE)                 | 1 024 453 | 27,28 % | 11      | 1. Pedro Sánchez Pérez-Castejón. 2. María del Carmen Calvo Poyato 3. José Manuel Franco Pardo 4. Teresa Ribera Rodríguez 5. Dolores Delgado García 6. María Reyes Maroto Illera 7. Rafael Simancas Simancas 8. Beatriz Corredor Sierra 9. Zaida Cantera de Castro 10. Daniel Vicente Viondi 11. María Isaura Leal Fernández |
| (Cs)                   | 786 025   | 20,93 % | 8       | 1. Albert Rivera Díaz 2. Marcos de Quinto Romero 3. Sara Giménez Giménez 4. Edmundo Bal Francés 5. Patricia Isaura Reyes Rivera 6. Francisco Manuel de la Torre Prados 7. Miguel Ángel Gutiérrez Vivas 8. Roberto Hernández Blázquez                                                                                        |
| (PP)                   | 699 904   | 18,64 % | 7       | 1. Pablo Casado Blanco 2. Adolfo Suárez Illana 3. Edurne Uriarte Bengoetxea 4. Daniel Lacalle Fernández 5. Ana María Beltrán Villalba 6. Andrea Levy Soler 7. Antonio Pablo González Terol |
| (PODEMOS-IU-EQUO)      | 609 802   | 16,24 % | 6       | 1. Pablo Iglesias Turrión 2. Irene María Montero Gil 3. Enrique Santiago Romero 4. María Gloria Elizo Serrano 5. Rafael Mayoral Perales 6. Mercedes Pérez Merino |
| (VOX)                  | 520 417   | 13,86 % | 5       | 1. Santiago Abascal Conde 2. Francisco Javier Ortega Smith-Molina 3. Iván Espinosa de los Monteros y de Simón 4. María de la Cabeza Ruiz Solás 5. Carla Toscano de Balbín |

### Diputados elegidos para la XIV Legislatura
| Partidos y coaliciones | Votos   | %       | Escaños | Miembros electos |
| ---------------------- | ------- | ------- | ------- | --- |
| (PSOE)                 | 948 751 | 26,88 % | 10      | 1. Pedro Sánchez Pérez-Castejón. 2. María del Carmen Calvo Poyato 3. José Manuel Franco Pardo 4. Teresa Ribera Rodríguez 5. Dolores Delgado García 6. María Reyes Maroto Illera 7. Rafael Simancas Simancas 8. Beatriz Corredor Sierra 9. Zaida Cantera de Castro 10. Daniel Vicente Viondi |
| (PP)                   | 879 667 | 24,92 % | 10      | 1. Pablo Casado Blanco (renunció a su acta de diputado y fue sustituido por Percival Manglano Albacar) 2. Ana María Pastor Julián 3. Adolfo Suárez Illana 4. Isabel García Tejerina renunció a su acta de diputado y fue sustituido por Gabriel Elorriaga Pisarik) 5. María Elvira Rodríguez Herrer 6. Edurne Uriarte Bengoechea 7. Ana María Beltrán Villalba 8. Antonio Pablo González Terol 9. Carlos Aragonés Mendiguchía 10. Pilar Marcos Domínguez |
| (VOX)                  | 647 924 | 18,35 % | 7       | 1. Santiago Abascal Conde 2. Francisco Javier Ortega Smith-Molina 3. Iván Espinosa de los Monteros y de Simón 4. María de la Cabeza Ruíz Solás 5. Carla Toscano de Balbín 6. Juan Luis Steegmann Olmedillas 7. Mireia Borrás Pabón |
| (PODEMOS-IU)           | 459 030 | 13 %    | 5       | 1. Pablo Iglesias Turrión (renunció a su acta de diputado y fue sustituido por Mercedes Pérez Merino) 2. Irene María Montero Gil 3. Enrique Santiago Romero 4. María Gloria Elizo Serrano 5. Rafael Mayoral Perales |
| (Cs)                   | 319 310 | 9,05 %  | 3       | 1. Albert Rivera Díaz (renunció a su acta de diputado y fue sustituido por Edmundo Bal) 2. Marcos de Quinto Romero (renunció a su acta de diputado y fue sustituido por Miguel Ángel Gutiérrez) 3. Sara Giménez Giménez |
| (MP-EQUO)              | 199 172 | 5,64 %  | 2       | 1. Íñigo Errejón Galván 2. Inés Sabanés Nadal |

### Diputados elegidos para la XV Legislatura
| Partidos y coaliciones | Votos     | %       | Escaños | Miembros electos |
| ---------------------- | --------- | ------- | ------- | --- |
| (PP)                   | 1 463 183 | 40,55 % | 16      | 1. Alberto Núñez Feijóo 2. Marta Rivera de la Cruz 3. Borja Sémper Pascual 4. María Eugenia Carballedo Berlanga 5. Marta Varela Pazos 6. Cayetana Álvarez de Toledo Peralta Ramos 7. Manuel Cobo Vega 8. Pedro Muñoz Abrines 9. Carlos Aragonés Mendiguchía 10. María del Mar Sánchez Sierra 11. Miguel Ángel Quintanilla Navarro 12. Jaime Miguel de los Santos González 13. Pablo Vázquez Vega 14. Aurora Nacarino-Brabo Jiménez 15. Noelia Núñez González |
| (PSOE)                 | 1 004 599 | 27,84 % | 10      | 1. Pedro Sánchez Pérez-Castejón 2. María Teresa Ribera Rodríguez 3. Félix Bolaños García 4. María Margarita Robles Fernández 5. José Manuel Albares Bueno 6. María Cristina Narbona Ruiz 7. Óscar López Águeda 8. María Isaura Leal Fernández 9. Rafael Simancas Simancas 10. María de las Mercedes González Fernández |
| (Sumar)                | 557 780   | 15,46 % | 6       | 1. Yolanda Díaz Pérez 2. Agustín Santos Marver 3. Teslem Andala Ubbi 4. Íñigo Errejón Galván 5. Ione Belarra Urteaga 6. Carlos Martín Urriza |
| (VOX)                  | 506 164   | 14,03 % | 5       | 1. Santiago Abascal Conde 2. María de la Cabeza Ruiz Solás 3. Iván Espinosa de los Monteros de Simón 4. Francisco Javier Ortega Smith-Molina 5. María José Rodríguez de Millán Parro |

## Senado
| Candidatura            | Candidatura                 | 1977 (Constituyente) | 1979 (I) | 1982 (II) | 1986 (III) | 1989 (IV) | 1993 (V) | 1996 (VI) | 2000 (VII) | 2004 (VIII) | 2008 (IX) | 2011 (X) | 2015 (XI) | 2016 (XII) | 2019 Abr (XIII) | 2019 Nov (XIV) | 2023 (XV) |
| ---------------------- | --------------------------- | -------------------- | -------- | --------- | ---------- | --------- | -------- | --------- | ---------- | ----------- | --------- | -------- | --------- | ---------- | --------------- | -------------- | --------- |
|                        | Partido Popular             |                      |          | 1c        | 1d         | 3         | 3        | 3         | 3          | 3           | 3         | 3        | 3         | 3          | 1               | 2              | 3         |
|                        | PSOE                        | 1a                   | 2        | 3         | 3          | 1         | 1        | 1         | 1          | 1           | 1         | 1        | 0         | 1          | 2               | 2              | 1         |
|                        | Podemos                     |                      |          |           |            |           |          |           |            |             |           |          | 1         | 0          | 0               | 0              | 0         |
|                        | Ciudadanos                  |                      |          |           |            |           |          |           |            |             |           |          |           | 0          | 1               | 0              |           |
| Partidos desaparecidos |                             |                      |          |           |            |           |          |           |            |             |           |          |           |            |                 |                |           |
|                        | Unión de Centro Democrático |                      | 2        |           |            |           |          |           |            |             |           |          |           |            |                 |                |           |
|                        | Partido Socialista Popular  | 1b                   |          |           |            |           |          |           |            |             |           |          |           |            |                 |                |           |
|                        | Otros                       | 2a                   |          |           |            |           |          |           |            |             |           |          |           |            |                 |                |           |
| Total                  | Total                       | 4                    | 4        | 4         | 4          | 4         | 4        | 4         | 4          | 4           | 4         | 4        | 4         | 4          | 4               | 4              | 4         |

a La coalición Senado Democrático obtuvo tres senadores, uno del PSOE, otro de Alianza Liberal y otro de Izquierda Democrática.

b El Partido Socialista Popular se presentaba en coalición con otros partidos socialistas pertenecientes a la Federación de Partidos Socialistas denominada Unidad Socialista.

c Los resultados corresponden a los de la coalición entre Alianza Popular y el Partido Demócrata Popular. El senador elegido pertenecía a AP.

d Los resultados corresponden a los de Coalición Popular. El senador elegido pertenecía a AP.

## Senadores elegidos

### Senadores elegidos para la Legislatura Constituyente
| Senador             | Votos     | Partidos y coaliciones                                |
| ------------------- | --------- | ----------------------------------------------------- |
| Joaquín Satrústegui | 1 085 494 | Senado Democrático (Alianza Liberal)                  |
| Mariano Aguilar     | 1 076 798 | Senado Democrático (PSOE)                             |
| Manuel Villar       | 657 499   | Senado Democrático (Izquierda Democrática)            |
| José Alonso Pérez   | 640 371   | Partido Socialista Popular-Unidad Socialista (PSP-US) |

### Senadores elegidos para la I Legislatura
| Senador                | Votos   | Partidos y coaliciones                   |
| ---------------------- | ------- | ---------------------------------------- |
| Francisco Bustelo      | 721 574 | Partido Socialista Obrero Español (PSOE) |
| Armando Benito Calleja | 678 390 | Unión de Centro Democrático (UCD)        |
| José Prat              | 665 681 | Partido Socialista Obrero Español (PSOE) |
| Manuel Villar Arregui  | 651 429 | Unión de Centro Democrático (UCD)        |

### Senadores elegidos para la II Legislatura
| Senador                   | Votos     | Partidos y coaliciones                             |
| ------------------------- | --------- | -------------------------------------------------- |
| José Federico de Carvajal | 1 358 853 | Partido Socialista Obrero Español (PSOE)           |
| Feliciano Páez-Camino     | 1 302 186 | Partido Socialista Obrero Español (PSOE)           |
| José Prat                 | 1 293 510 | Partido Socialista Obrero Español (PSOE)           |
| Juan de Arespacochaga     | 837 380   | Alianza Popular-Partido Demócrata Popular (AP-PDP) |

### Senadores elegidos para la III Legislatura
| Senador                   | Votos     | Partidos y coaliciones                                                |
| ------------------------- | --------- | --------------------------------------------------------------------- |
| José Federico de Carvajal | 1 001 622 | Partido Socialista Obrero Español (PSOE)                              |
| Feliciano Páez-Camino     | 953 123   | Partido Socialista Obrero Español (PSOE)                              |
| José Prat                 | 937 851   | Partido Socialista Obrero Español (PSOE)                              |
| Juan de Arespacochaga     | 789 818   | Alianza Popular-Partido Demócrata Popular-Partido Liberal (AP-PDP-PL) |

### Senadores elegidos para la IV Legislatura
| Senador                | Votos   | Partidos y coaliciones                   |
| ---------------------- | ------- | ---------------------------------------- |
| Juan Barranco          | 949 110 | Partido Socialista Obrero Español (PSOE) |
| Alberto Ruiz-Gallardón | 946 079 | Partido Popular (PP)                     |
| Roberto Soravilla      | 887 249 | Partido Popular (PP)                     |
| Rosa Vindel            | 877 904 | Partido Popular (PP)                     |

### Senadores elegidos para la V Legislatura
| Senador                | Votos     | Partidos y coaliciones                   |
| ---------------------- | --------- | ---------------------------------------- |
| Alberto Ruiz-Gallardón | 1 344 395 | Partido Popular (PP)                     |
| Roberto Soravilla      | 1 291 791 | Partido Popular (PP)                     |
| Rosa Vindel            | 1 272 901 | Partido Popular (PP)                     |
| Juan Barranco          | 1 110 366 | Partido Socialista Obrero Español (PSOE) |

### Senadores elegidos para la VI Legislatura
| Senador           | Votos     | Partidos y coaliciones                   |
| ----------------- | --------- | ---------------------------------------- |
| Esperanza Aguirre | 1 595 260 | Partido Popular (PP)                     |
| Roberto Soravilla | 1 559 251 | Partido Popular (PP)                     |
| Rosa Vindel       | 1 549 010 | Partido Popular (PP)                     |
| Juan Barranco     | 1 056 939 | Partido Socialista Obrero Español (PSOE) |

### Senadores elegidos para la VII Legislatura
| Senador                | Votos     | Partidos y coaliciones                   |
| ---------------------- | --------- | ---------------------------------------- |
| Esperanza Aguirre      | 1 562 068 | Partido Popular (PP)                     |
| Alejandro Muñoz-Alonso | 1 512 821 | Partido Popular (PP)                     |
| Rosa Vindel            | 1 498 900 | Partido Popular (PP)                     |
| Juan Barranco          | 1 169 724 | Partido Socialista Obrero Español (PSOE) |

### Senadores elegidos para la VIII Legislatura
| Senador                | Votos     | Partidos y coaliciones                   |
| ---------------------- | --------- | ---------------------------------------- |
| Pío García-Escudero    | 1 507 686 | Partido Popular (PP)                     |
| Juan Barranco          | 1 483 948 | Partido Socialista Obrero Español (PSOE) |
| Alejandro Muñoz-Alonso | 1 478 805 | Partido Popular (PP)                     |
| Rosa Vindel            | 1 476 576 | Partido Popular (PP)                     |

### Senadores elegidos para la IX Legislatura
| Senador                | Votos     | Partidos y coaliciones                   |
| ---------------------- | --------- | ---------------------------------------- |
| Pío García-Escudero    | 1 704 737 | Partido Popular (PP)                     |
| Alejandro Muñoz-Alonso | 1 677 388 | Partido Popular (PP)                     |
| Rosa Vindel            | 1 668 392 | Partido Popular (PP)                     |
| Enrique Cascallana     | 1 322 765 | Partido Socialista Obrero Español (PSOE) |

Fuentes:
- Resultados de las elecciones generales de 2008.[47]

### Senadores elegidos para la X Legislatura
| Senador                        | Votos     | Partidos y coaliciones                   |
| ------------------------------ | --------- | ---------------------------------------- |
| Pío García-Escudero Márquez    | 1 649 317 | Partido Popular (PP)                     |
| Alejandro Muñoz-Alonso Ledo    | 1 619 292 | Partido Popular (PP)                     |
| María Rosa Vindel López        | 1 596 894 | Partido Popular (PP)                     |
| Enrique Cascallana Gallastegui | 836 977   | Partido Socialista Obrero Español (PSOE) |

Fuentes:
- Resultados de las elecciones generales de 2011.[48]